# جامعة كارول دافيلا للطب والصيدلة

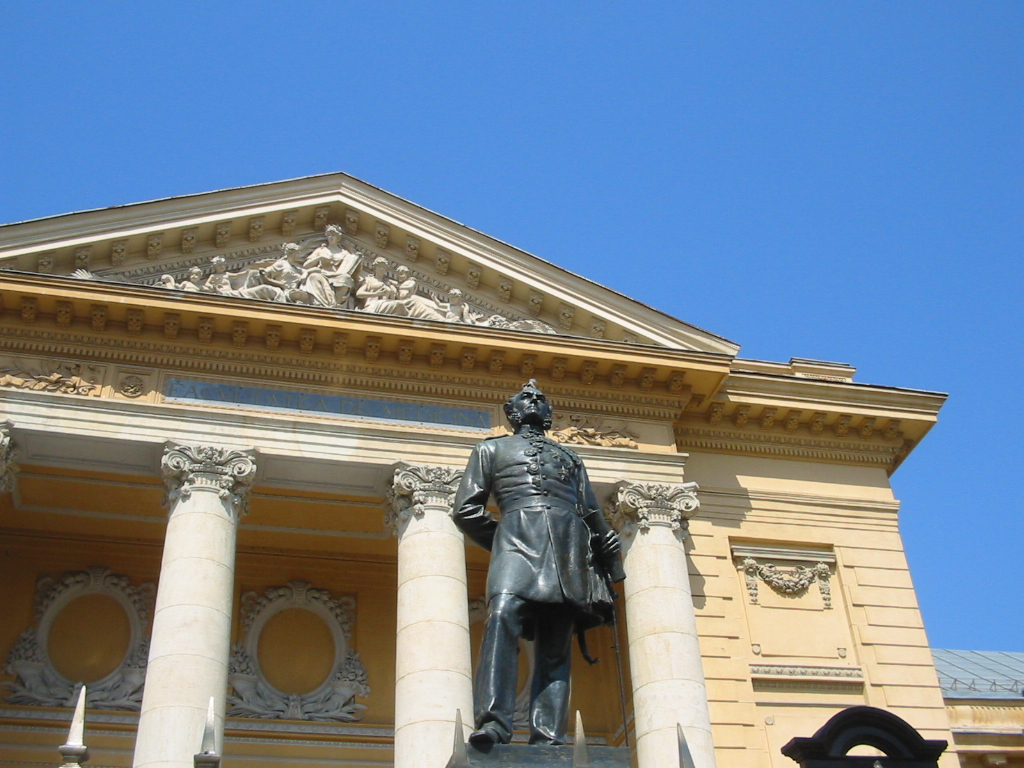
المبنى الرئيسي للجامعة ويظهر في الصورة تمثال لكارول دافيلا.

جامعة كارول دافيلا للطب والصيدلة تقع في بوخارست عاصمة رومانيا.

## تاريخ
تأسست الجامعة عام 1857 من قبل كارول دافيلا وسميت آنذاك ب(مدرسة الطب والصيدلة) وكانت أول مدرسة للطب في رومانيا.وفي عام 1869 تحول اسمها إلى جامعة بوخارست ومنحت درجة الدكتوراة لأول مرة عام 1873.
مدرسة الصيدلة تأسست عام 1889 وتحولت إلى كلية الصيدلة عام 1923.وفي عام 1921 قام نيكولاي باوليسكو بعزل الأنسولين.

## الكليات
- كلية الطب العام.
- كلية طب الأسنان.
- كلية الصيدلة.
- كلية التمريض.

## وصلات خارجية
- الموقع الرسمي